# Bubblebath
Bubblebath è l'EP di debutto della cantante statunitense della cantante Poppy, pubblicato sotto il nome di That Poppy. Venne rilasciato il 12 febbraio 2016, sotto le case discografiche Island Records e Geffen Records. Fu il suo primo rilascio come artista musicale, e l'unico sotto Island Records.

## Descrizione
Dopo aver firmato contratti con Island Records e Geffen Records, Poppy iniziò la registrazione dell'EP nel 2014. Originariamente un album, la sua data di rilascio fu rimandata al 2016, ed infine fu accorciato in un EP.
Bubblebath è nato grazie al successo del singolo Lowlife. Durante un'intervista con IHeartRadio, Poppy ha ammesso che il suono dell'EP è un miscuglio dei suoi musicisti preferiti, fra cui Elvis Presley e Cyndi Lauper, menzionando che ha co-scritto i testi delle tracce poiché voleva che "provenissero da lei" e dalle sue esperienze personali, nella stessa intervista si è esibita con l'allora inedita canzone Altar. La cover dell'EP, il titolo e data di pubblicazione furono annunciati il 2 febbraio 2016.
Come promozione per l'EP , due video promozionali furono pubblicati; entrambi sono filmati di lettere di tessuto che formano la frase "That Poppy Bubblebath" all'interno di una vasca da bagno. Il primo video fu rilasciato il 3 febbraio con un frammento di 9 secondi della canzone Money, il secondo video fu messo in onda l'8 febbraio con un frammento di Altar.
Lo store iTunes descrive l'EP come "Esser esploso da YouTube nel mondo della musica, il primo EP della cantante That Poppy mette in mostra il suo ammiccante senso dell'umorismo e grande conoscenza del pop. "Lowlife" è un brindisi dalle tinte raggae sollevato dalla grondaia, "Money" prende di mira il consumismo su ritmi patinati, "Altar" abbina i tentativi di Poppy di fermare un matrimonio con dance pop propulsivo, mentre "American Kids" difende i molto criticati millennial su un ritmo sontuoso. Sicuro di sé e orecchiabile, questo debutto è ricco di testi sardonici e promesse pop."
Poppy descrive il titolo dell'album affermando che tale è stato scelto pensando che il mondo fosse sporco e avesse bisogno di essere pulito dentro una Bubblebath, ovvero "una vasca di bolle".

## Tema
Bubblebath (eccetto per Lowlife e Altar) racconta la storia di Poppy che ottiene fama a giovane età, che vende la sua anima ai media a 15 anni per procedere nella sua carriera, per non rivedere mai più la sua famiglia e cancellare completamente il suo passato.

## Composizione
Bubblebath ha un sound pop, che incorpora elementi dello ska-pop e punk. Il disco si apre con il primo singolo estratto da esso, ovvero Lowlife, una canzone raggae. Money e Altar, invece, sono descritti come "banger rétro". American Kids, parlando del suo testo, è una canzone che stereotipa i ragazzi del terzo millennio. Popular TV ha descritto la canzone come "l'antitesi di New Americana di Halsey".
La traccia Chewing Gum era stata pianificata come lato B dell'EP, come confermato dalla stessa Poppy sul sito Genius.
Poppy ha ammesso durante un'intervista che Lowlife e Money sono le sue canzoni dell'EP preferite.

## Accoglienza
L'EP fu ricevuto con gran clamore. Lowlife, in particolare, ottenne un gran successo di critica, nomination per trofei e diffusione radiofonica; articoli di testate internet ne hanno acclamato i videoclip colorati.
Tyler Peterson di UQMUSIC diede una buona recensione all'EP, chiamandolo "una piccola collezione di alcuni dei più grandi successi di questo millennio". Più avanti nell'articolo, definì la cantante come "fiammeggiante con la sua personalità al massimo da Electra Heart incrociata a Peach. That Poppy sta dimostrando una grande potenza con la sua estetica sonica e la sua immagine seria."
Poppy ha abbandonato Island Records poco dopo il rilascio dell'EP poiché la casa prese per se la maggior parte dei ricavi.

## Singoli
Lowlife venne rilasciata come singolo il 24 luglio 2015. PopularTV la descrisse come una traccia che "ti fa venire voglia di tirare fuori le tue vans a quadri e uscire con gli skater". La canzone venne immessa nella collezione americana e 58ª edizione di "Now That's What I Call Music". Una versione insieme a Travis Mills venne rilasciata nell'aprile del 2016, che venne trasmessa durante una trasmissione della BBC Radio 1. Il videoclip della canzone venne rilasciato nel luglio 2015, in anteprima su Teen Vogue. Nel settembre 2016, Lowlife venne nominata ai "19 Under 19 Award" della rivista Tiger Beat, nella categoria delle canzoni più influenti.
Nel luglio del 2016, Poppy rilasciò Money, insieme ad un videoclip per la canzone, che manteneva un tono simile ai suoi video di YouTube. Venne inserita nella colonna sonora della serie TV Scream e venne usata anche nel videogioco The Sims 4.

## Tracce
1. Lowlife – 3:25 (Moriah Pereira, Nolan Lambroza, Simon Wilcox)
2. Money – 3:10 (Moriah Pereira, Simon Wilcox, Nolan Lambroza, Tom Schleiter, Corey Mixter)
3. Altar – 2:40 (Moriah Pereira, Simon Wilcox, Nolan Lambroza, Bryce Ross-Johnson, Tom Peyton)
4. American Kids – 3:31 (Moriah Pereira, Corey Mixter, Nolan Lambroza, Tim Pagnotta, Tyler Glenn)